# Сямский Богородице-Рождественский монастырь
Сямский Богородице-Рождественский монастырь — действующий монастырь Русской православной церкви в деревне Сяма, Вологодского района в Вологодской области, основанный на правом берегу речки Крутец в начале XVI века.

## История
Монастырь был сооружён в 1524 году, в тот момент когда парализованному крестьянину Ивану Родионову явился облик Пресвятой Богородицы, исцелившей его. Это чудо для прихожан Покровской Сямской церкви стало знамением для строительства монастыря в Сяме. Монастырская церковь была освящена в честь Рождества Пресвятой Богородицы в 1525 году.
В 1612 году монастырь подвергся разорению со стороны литовцев. После чего были возведены две деревянные церкви: холодная Богородицерождественская и тёплая Параскевинская. Основываясь на книги 1624 года, историк определили что на территории монастыря находилась келья игуменская и 12 братских келий. В вотчину монастыря входили сельцо Долгая Поляна, деревни Исаково, Бубырево, Брюхачево, пустоши Игумнов починок и Яковище.
В 1642 году случился пожар, который не пощадил церкви и уничтожил все подворья. Осталась только чудотворной икона Рождества Пресвятой Богородицы. Было вновь принято решение построить две деревянные церкви: в честь Рождества Пресвятой Богородицы и во имя великомученицы Параскевы Пятницы. В 1683 году братских келий было  уже 15.
За территорией монастыря расположились конюшня, скотный двор, мельница на Крутце и 70 торговых лавок. В Тековском озере монастырю принадлежала рыбная ловля. В 1690 году вновь случился пожар и опять предстояли новые восстановительные работы. 
После Октябрьской революции 1917 года монастырь был закрыт и ликвидирован. С 1936 по 1983 годы в строениях монастыря размещалась Березниковская общеобразовательная школа.

## Здания и сооружения монастыря
В начале XX века территория монастыря включала в себя:
- Каменная с колокольней в одной связи двухэтажная пятиглавая церковь (возведена в 1764-1777 годы). Колокольня построена в 1854 году.
- Двухэтажный особняк с балконом, выстроенный в 1852 году. Второй этаж занимали кельи настоятеля, казначея и рухальная, а на первом – пекарня и просфорня.
- Одноэтажное строение, где размещались братские кельи, также там находились кухня, трапезная и подвал для хранения провианта.
- В юго-западном углу монастыря вблизи ворот размещался ещё одно здание для братских келий, сооружено в 1838 году.
- Окружала монастырь каменная ограда с тремя башнями по углам и двумя воротами. Четвёртой башней служил хлебный амбар.

## Современность
В 2012 году началось возрождение монастыря. Стараниями священнослужителей на руинах Южной башни бы возведён храм наречённый именем преподобного Мартиниана Белозерского, который родился в этих местах в деревне Сяме в крестьянской семье Стомонаховых. Летом 2018 года по настоянию митрополита Вологодского и Кирилловского Игнатия приход был преобразован в архиерейское подворье, целью которого стало воссоздание монашеской общины. В настоящее время активно ведутся противоаварийные строительные и реставрационные работы в одноэтажном братском корпусе монастыря.
В Сяме сегодня возвышается колокольня, которая пережила все невзгоды и осталась после взорванной церкви. Сохранился также каменный двухэтажный корпус.